# 圖欽保

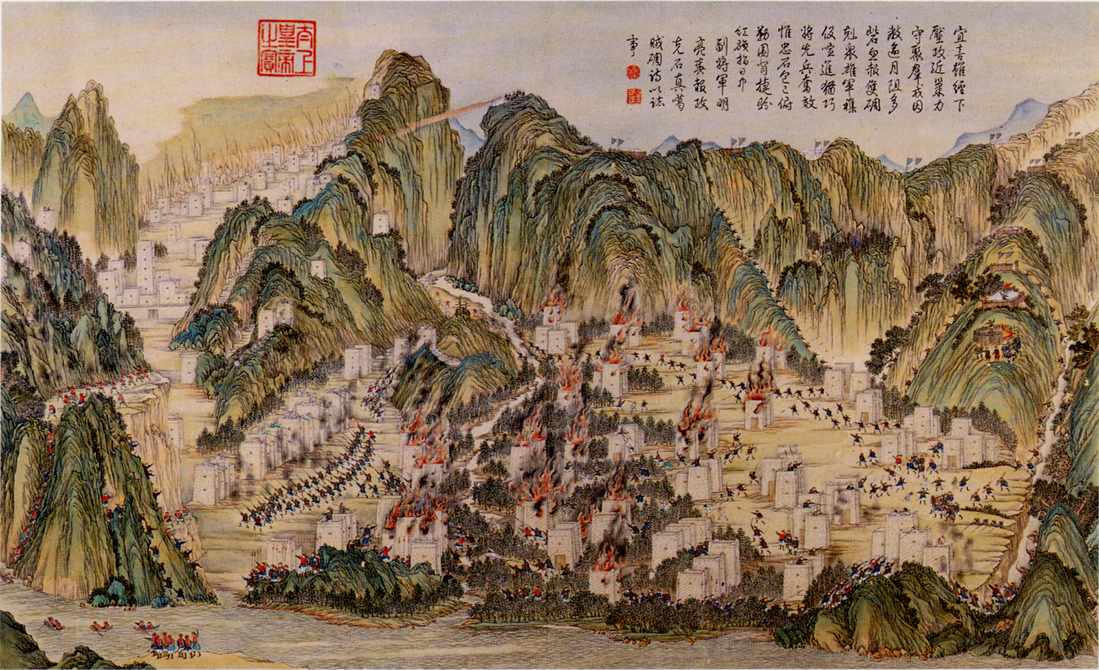
攻克石真噶贼碉

圖欽保（？—1781年），瓜勒佳氏，又稱圖欽寶，滿洲鑲黃旗人，清朝軍事將領。
早年出身前鋒校。乾隆三十三年，因跟從明瑞征緬甸有戰功，授三等侍衛、賜法福禮巴圖魯。乾隆三十五年，任健銳營副前鋒參領。乾隆三十七年，跟從將軍阿桂征金川，圍困有功。乾隆三十七年，任額外參領。乾隆三十九年，任湖南長沙協副將。乾隆四十年，任陝西固原總兵官。次年，圖形紫光閣。乾隆四十四年，任甘肅寧夏總兵，乾隆四十六年，因平定蘇四十三起義陣亡，入祀昭忠祠。
祖父為瓜勒佳業楚，父親瓜勒佳福保。有兄弟瓜勒佳三星保、瓜勒佳三官保，子瓜勒佳明昌。

## 延伸阅读
[在维基数据编辑]
 《清史稿·卷333》，出自趙爾巽《清史稿》